# Klennow
Klennow ist ein Ortsteil der Stadt Wustrow (Wendland) in der Samtgemeinde Lüchow (Wendland) im Süden des Landkreises Lüchow-Dannenberg, Niedersachsen.

## Geographie
Das Rundlingsdorf befindet sich etwa drei Kilometer nördlich der Kernstadt Wustrow und etwa drei Kilometer südwestlich von Lüchow im Wendland. Im Nordosten schließt das Dorf unmittelbar an die Nachbarortschaft Neritz an. Die Ortschaft wird im Osten vom Fluss Jeetzel begrenzt, einem südlichen Nebenfluss der Elbe.

## Geschichte
Klennow wurde erstmals 1360 als „Klenowe“ im Lüneburger Lehensregister urkundlich erwähnt. Der Ortsname Klenowe lässt sich aus der westslawischen Sprache Polabisch ableiten und bedeutet deutsch Ahorn (vergleiche russisch клен klen). Noch heute wird der zentrale Platz im Zentrum des Rundlings von mächtigen Ahornbäumen beschattet. Später wird der Ort als „Kleynow“ oder „Clennow“ erwähnt.
Im Jahre 1769 vernichtete ein Brand knapp die Hälfte der damals 18 Hofstellen. Bis in das 19. Jahrhundert blieb die Dorfanlage ein nahezu lückenlos stehender Kreis von Vierständerhäusern, die sich um den zentralen Platz im Zentrum gruppierten. Heute zeigt das Ortsbild auch einige Wohn- und Wirtschaftsgebäude aus späterer Zeit.
Mit der  Eingemeindung in die Stadt Wustrow am 1. Juli 1972 im Zuge der Gebietsreform Niedersachsens, endete Klennows Status als selbstständige Gemeinde.